# Reduta Spinola
Reduta Spinola (malt. Ridott ta' Spinola, ang. Spinola Redoubt, znana też jako Reduta Birżebbuġa (malt. Ridott ta' Birżebbuġa, ang. Birżebbuġa Redoubt), była to tour-reduit w Birżebbuġa na Malcie. Została ona zbudowana w latach 1715-1716 przez Zakon Maltański jako jedna z serii fortyfikacji nabrzeżnych dokoła Wysp Maltańskich.

## Historia
Reduta Spinola, zbudowana w latach 1715-1716, była częścią łańcucha fortyfikacji broniących Marsaxlokk Bay, w skład którego wchodziły również trzy inne reduty, duża Wieża św. Lucjana, dwie mniejsze Wieże de Redina, siedem baterii i trzy umocnienia (entrenchements). Najbliższymi do Reduty Spinola fortyfikacjami były Bateria Pinto na północnym wschodzie, oraz Birżebbuġa Entrenchments na południu.
Reduta Spinola była jedną z czterech tour-reduit zbudowanych na Malcie, z których pozostałe trzy to Reduta Fresnoy, Wieża Vendôme oraz Wieża Marsalforn. Miała kwadratowy kształt, podobny do zachowanej Wieży Vendôme.
Reduta została zburzona, na jej miejscu znajduje się teraz publiczny ogród.